# Rasphuis

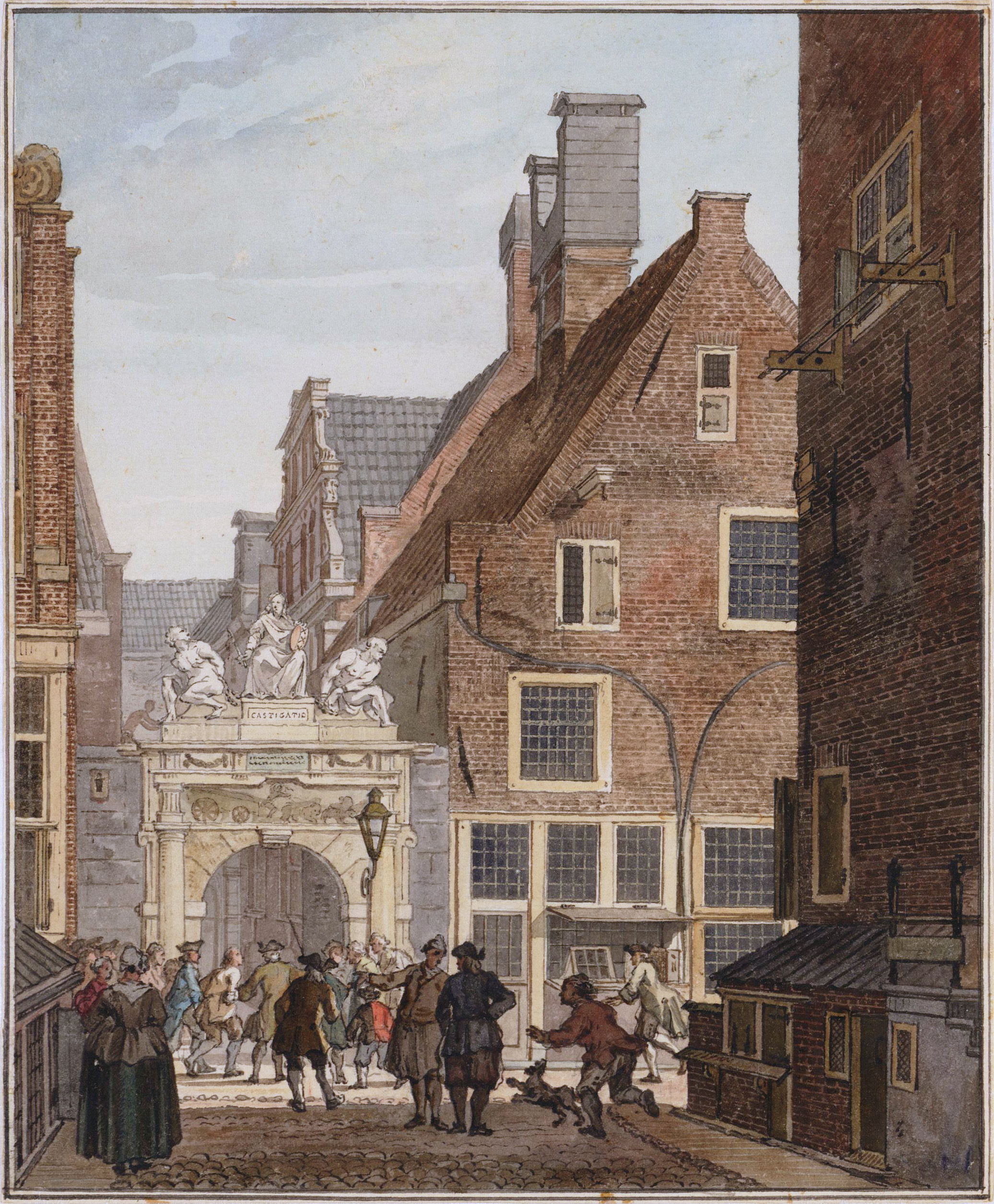
Le rasphuis au XVIIIe siècle.

Le rasphuis était une institution de correction et de travail fondée à Amsterdam en 1596, à la place de l'ancien couvent des clarisses donnant sur le heiligeweg, fermé après la Réforme de 1578. Il était destiné aux pauvres et aux marginaux. Il possédait un équivalent féminin, le spinhuis. La maison de correction ferme en 1815 et l'édifice est démoli en 1892, seule demeure la porte. La porte est surmontée d'un groupe sculpté représentant le Châtiment (Castigatio), sous une forme féminine entourée de deux criminels enchaînés. Cette porte donne accès maintenant à un centre commercial, le Kalvertoren.

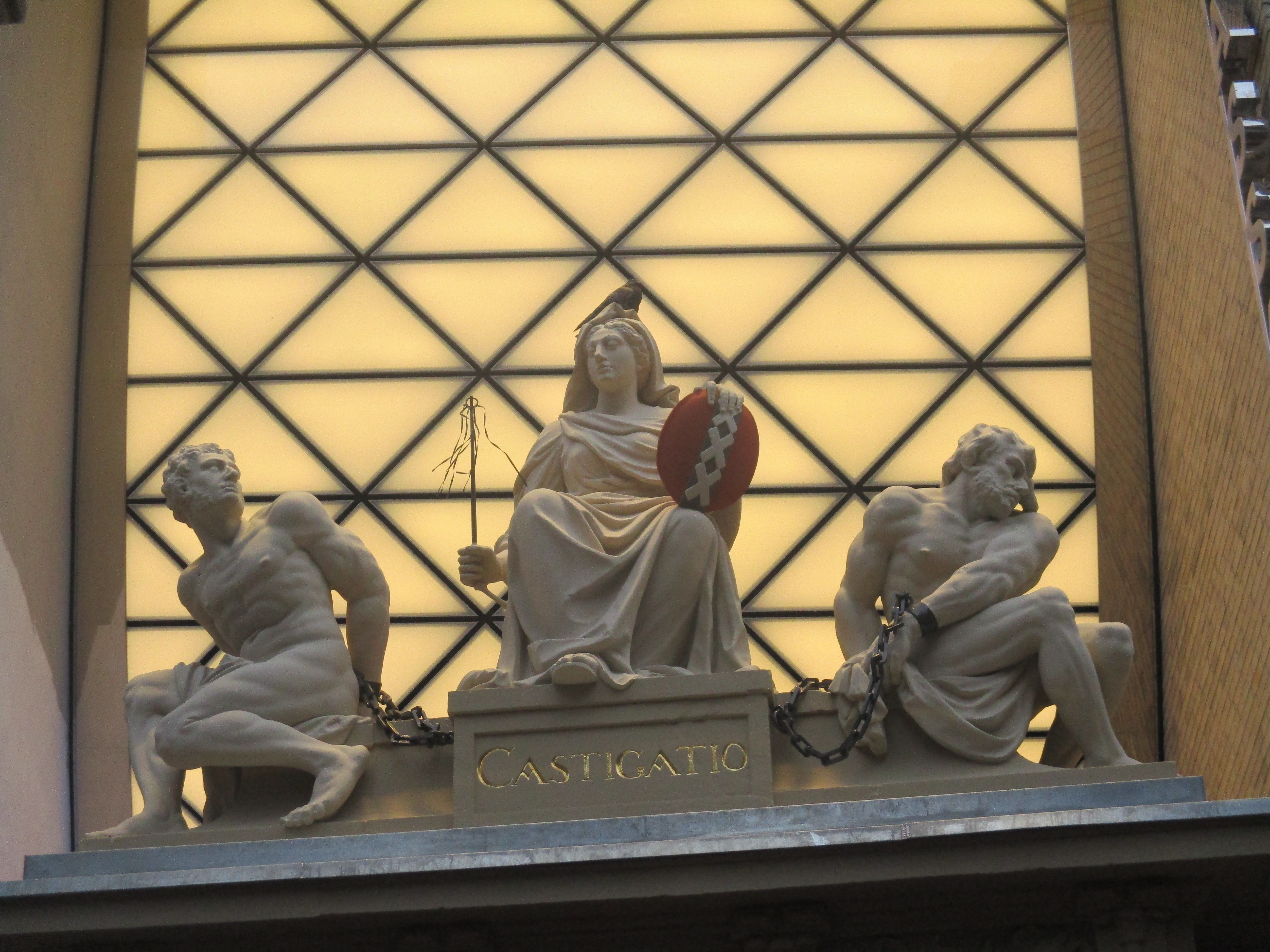
La Castigatio, au-dessus de la porte.